# Титан (хімічний елемент)
Тита́н (лат. Titanium, символ Ti) — хімічний елемент з атомним номером 22, а також відповідна проста речовина — твердий сріблястий метал, точка плавлення 1675 °C, точка кипіння 3262 °C, густина 4540 кг/м³.

## Історія
1791 року англійський хімік та мінералог Вільям Грегор відкрив новий елемент у мінералі «менакканіті» і назвав його «менаканумом». Німецький хімік Мартін Клапрот 1795 року повторно відкрив його у мінералі «рутил» і надав йому красиву назву «титан». За 2 роки з'ясувалося, що Грегор та Клапрот відкрили той самий елемент, який відтоді носить величне ім'я — Титан.
Уперше металічний титан добув Берцеліус у 1825 році, але це був дуже забруднений домішками метал. В 1910 р. американський хімік Хантер зміг виробити декілька грамів чистого титану, що містив кілька десятих долей відсотка сумішів, які роблять його практично непридатним для обробки. Та хоча солі титана вже знаходили застосування, лише у 1925 році отриманий голландськими вченими Ван Аркелем та де Буре титан високої чистоти продемонстрував свої унікальні властивості.

## Походження назви
Ця назва запозичена з давньогрецької міфології: Титани — діти богині Землі (Геї) та бога Неба (Урана).

## Загальний опис. Властивості
У природі існує 5 стабільних ізотопів титану з масовими числами 46—50: 46Ti (7,95 %), 47Ti (7,75 %), 48Ti (73,45 %), 49Ti (5,51 %), 50Ti (5,34 %).
Проста речовина — титан. Сріблясто-білий метал. Існує у двох кристалічних модифікаціях: α-Ti з гексагональною щільно упакованою ґраткою; β-Ti з кубічною об'ємно-центрованою ґраткою. Густина: α-Ti — 4,505; β-Ti — 4,320, tплав 1668 °C, tкип 3287 °C. Парамагнітний. За звичайних умов стійкий щодо дії кисню та води. Хімічна активність титану швидко зростає при підвищенні температури. Титан вирізняється високою міцністю і корозійною стійкістю. Сполуки: TiO, Ti2O3, TiO2, Ti3O5, Ti4O7, Ti10O19.

## Розповсюдження
Середній вміст Титану в земній корі (кларк) 0,45 % (за іншими даними — 0,61 % до глибини 16 км). Лише три інших важливих метали — алюміній, залізо та магній — розповсюджені у природі більше ніж титан. Найбільш багаті на титан пегматити гранітів і лужних порід.
На початок XXI ст. відомо близько 100 титанових мінералів. До складу ряду мінералів титан входить як домішка.
Головні мінерали титанових руд:
- ільменіт (43,7—52,8 % ТіО2)
- рутил, анатаз і брукіт (94,2—99,5 %)
- лейкоксен (61,9—97,6 %)
- лопарит (38,3—41 %)
- сфен (33,7—40,8 %)
- перовськіт (38,7—57,8 %).

Кількість титану у земній корі в кілька разів перевищує запаси міді, цинку, свинцю, золота, срібла, платини, хрому, вольфраму, ртуті, молібдену, вісмуту, сурми, нікелю та олова разом узятих. Кларк титану в основних вивержених породах становить 20,46 атомних %.

## Отримання

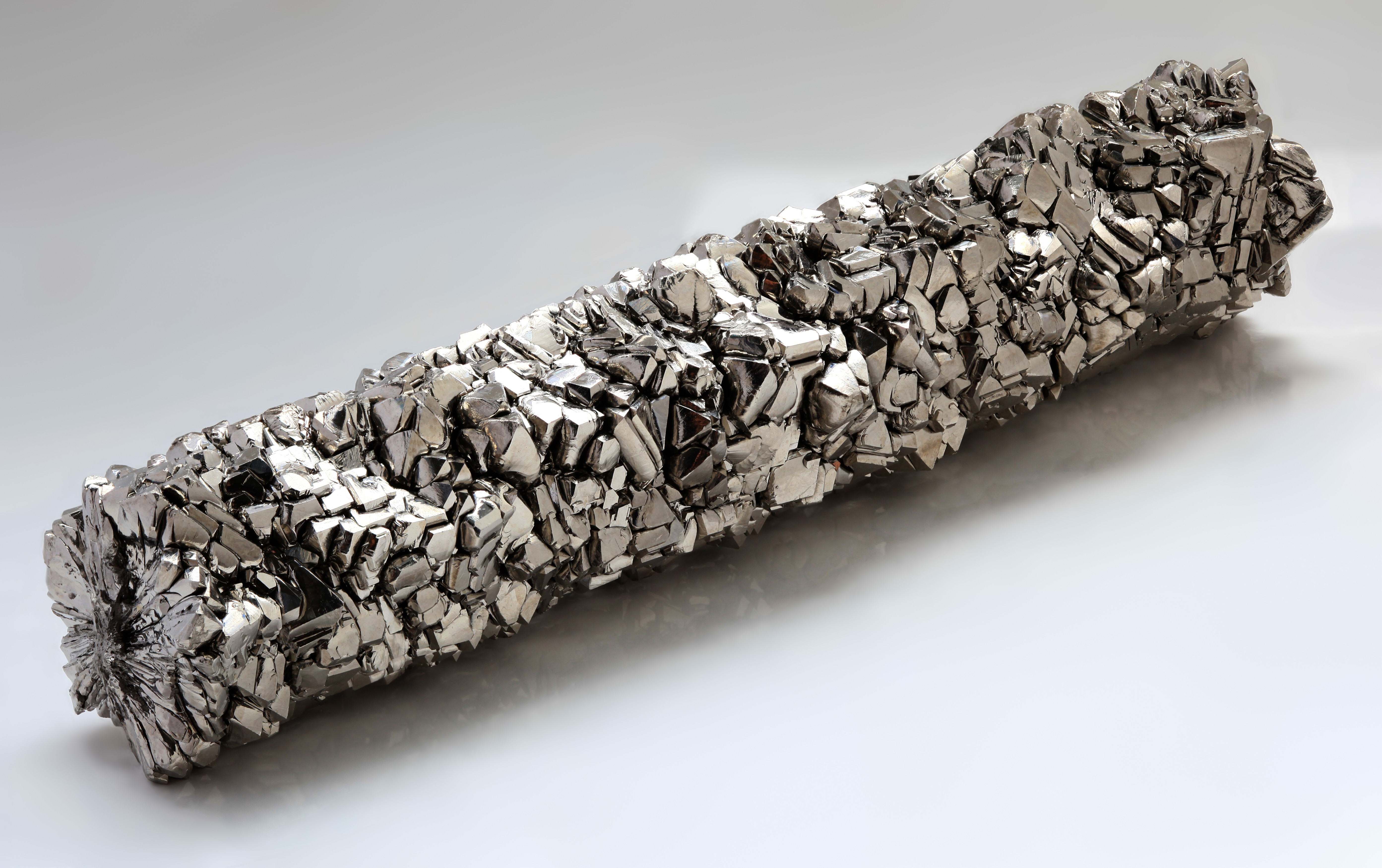
Кристалічний титан

Промисловий спосіб добування титану був розроблений лише у 40-х рр. XX століття.
Промислове добування титану переважно проводиться з ільменіту (FeTiO3 31,6 %) і рутилу (TiO2 60 %). В ільменітах і рутилах присутні ванадій, скандій, тантал і ніобій. Вилучення ільменіту з титаномагнетиту можливе, якщо розмір зерен ільменіту переважає 0,3 мм. Частково титан вилучається з лейкоксену (у лейкоксені по ільменіту 96 %, по сфену 67 % TiO2), анатазу (поліморфної модифікації TiO2) і лопариту (Na, Ce) TiO3 (26,6 % Ti). Важливими мінералами є також перовськіт, титаніт, ільменорутил.
Титан асоціює з лужними металами, кальцієм, ванадієм, хромом, кремнієм, манґаном, фосфором, оловом, ураном, ітрієм та інш.
У пром. масштабах титан отримують хлоруванням рудних концентратів. У відповідності з вимогами до концентратів, вміст ТіО2 повинен бути не менше 45 %, SiO2 — не більше 2,5—4,0 %, домішок S — десяті частки %, Р — соті частки %. Відновленням TiCl4 металічним магнієм отримують титанову губку. Переплавлення губки у вакуумних дугових печах дає компактний метал.
Процес видобування титану (Кролль-процес) був розроблений Вільямом Джастіном Кроллем — люксембургським металургом у 1940 році. Досі він мало чим змінився. Виходячи з руд титану рутилу чи ільменіт при дії високої температури і вугілля переводять їх у оксид із виплавкою заліза:
{\displaystyle \mathrm {FeTiO_{3}+C\ \longrightarrow \ Fe+TiO_{2}+\ CO} }
Потім за температури 750—1000 °C дією коксу та хлору переводять оксид титану у хлорид:
{\displaystyle \mathrm {TiO_{2}\ +2\ C+2\ Cl_{2}\ \longrightarrow \ TiCl_{4}+\ 2\ CO} }
У третій стадії процесу відновлюють тетрахлорид титану дією рідкого магнію до металевого титану при 800—900 °C під захисною атмосферою аргону:
{\displaystyle \mathrm {TiCl_{4}\ +2\ Mg\ \longrightarrow \ Ti+\ 2\ MgCl_{2}} }
Отриману титанову губку переплавляють у дугових вакуумних печах. Для виробництва чистого титану використовують газотранспортні реакції.
Завдяки прогресу у сфері літако- та ракетобудування виробництво титану та його сплавів інтенсивно розвивалося. Це пояснюється сполученням таких цінних властивостей титану, як-от мала густина, висока міцність, корозійна стійкість, технологічність при обробці тиском та зварюваність, холодостійкість, немагнітність та інші цінні фізико-механічні характеристики.
Виготовлені в нашій країні сплави титану можна розділити на три групи.
| Сплави з α-структурою      | ВТ1-0, ВТ1-00, ВТ5, ВТ5-1, ОТ4, ОТ4-0, ОТ4-1                             | Ця група сплавів відрізняється гарною зварюваністю та термічною стабільністю, тобто відсутністю крихкості при спільному тривалому впливі високих температур і напруг. |
| Сплави з α- + β-структурою | ВТ14, ВТ9, ВТ8, ВТ6, ВТ6С, ВТ3-1, ВТ22, ВТ23                             | Завдяки більш пластичній бета фазі ці сплави більш технологічні і краще оброблюються тиском, ніж альфа сплави.                                                        |
| Сплави з β-структурою      | Це деякі дослідні сплави ВТ15, ТС6 з високим змістом хрому та молібдену. | Ці сплави поєднують хорошу технологічну пластичність з дуже високою міцністю та хорошою зварюваністю.                                                                 |

Півфабрикати з титану та титанових сплавів виробляються всіляких форм і видів: титанові злитки, титанові сляби, заготовки, титанові листи та титанові плити, титанові стрічки, смуги, титанові прутки (або титанові круги), титановий дріт, титанові труби.

## Застосування

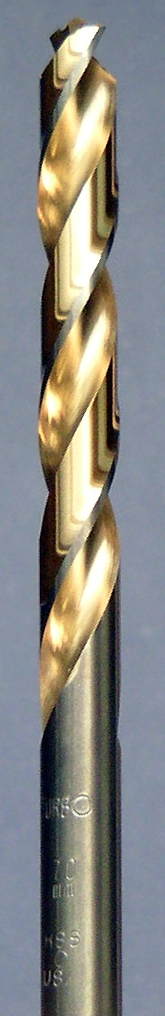
Свердло з TiN-покриттям

Титан і його сплави з Al, V, Mo, Mn, Cr, Si, Fe, Sn, Zr, Nb, Ta застосовуються як конструкційний метал в авіаційній і ракетній техніці, суднобудівній, енергомашинобудівній, харчовій, медичній промисловості і кольоровій металургії, де вони надійно і тривало експлуатуються в багатьох хімічних агресивних середовищах в діапазоні температур від наднизьких до +(500—600)°C і вище. Найголовніше значення мають титано-ванадієві сплави, які мають високу міцність, ковкість і зварюваність; карбід титану застосовується для виготовлення надтвердих сплавів, діоксид титану TiO2 — для виробництва стійких титанових білил, пластмас і в целюлозно-паперовій промисловості; оксид титану TiO має металічну провідність, використовується в електрохромних системах.
Титан є одним із небагатьох металів із надзвичайно високою корозійною стійкістю: він стійкий в атмосферному повітрі, морській воді та морській атмосфері, у вологому хлорі, гарячих та холодних розчинах хлоридів, у різних технологічних розчинах і реагентах, застосовуваних у хімічній, нафтовій, паперовій та інших галузях промисловості, а також у гідрометалургії.
За своєю корозійною стійкістю у морській воді він перевершує всі метали, за винятком благородних — золота, платини, та ін., більшість видів нержавіючої сталі, нікелеві, мідні та інші сплави. Річ у тім, що реакції титану з багатьма елементами відбуваються тільки за високих температур. За звичайних температур хімічна активність титану надзвичайно мала і він практично не вступає в реакцію. Це пов'язано з тим, що на свіжій поверхні чистого титану, щойно вона утворюється, дуже швидко з'являється інертна, що добре зростається з металом, найтонша (у кілька ангстрем (1 Å = 10−10 м) плівка діоксиду титану (пасивація), яка захищає його від подальшого окислювання. Якщо навіть цю плівку зняти, то в будь-якім середовищі, що містить кисень або інші сильні окислювачі (наприклад, в азотній або хромовій кислоті), ця плівка з'являється знов, і метал, як кажуть, її «пасивує», тобто захищає сам себе від подальшого руйнування.

### Міцність
За питомою міцністю титан не має суперників серед промислових металів. Навіть такий метал, як алюміній, поступився низкою позицій титану, який лише у 1,7 разів важчий за алюміній, але ушестеро міцніший. І що особливо важливе, титан зберігає свою міцність при високих температурах (до 500 °C, а при додаванні легуючих елементів — 650 °C), в той час як міцність більшості алюмінієвих сплавів різко падає вже при 300 °C.
Титан — дуже твердий метал: він у 12 разів твердіший за алюміній, в 4 рази — за залізо та мідь. Що вище границя плинності металу, то краще деталі з нього протистоять експлуатаційним навантаженням, то довше вони зберігають свої форми та розміри. Границя плинності титану у 18 разів вища, ніж в алюмінію, і в 2,5 рази — ніж у заліза.

### Зварюваність
Титан та його сплави мають задовільну зварюваність усіма видами зварювання, що застосовується для титану — електронно-променева, лазерна, контактна, електрозварювання, дугове зварювання та ін. Добре зварюється чистий титан (ВТ1-00, ВТ1-0, ВТ1-1), а також сплави (ВТ5-1, ВТ6, ВТ6С, ВТ14). При цьому пластичність зварного з'єднання дуже близька до пластичності основного металу.

## Титан— антикорозійний метал

### Поведінка титану і його сплавів у різних агресивних середовищах
Реакції титану з багатьма елементами відбуваються лише при високих температурах. При звичайних температурах хімічна активність титану надзвичайно мала і він практично не вступає в реакції. Пов'язано це з тим, що на свіжій поверхні чистого титану, щойно вона утворюється, дуже швидко з'являється інертна, така, що добре зростається з металом якнайтонша (у декілька ангстремів (1 Å = 10−10м) плівка діоксиду титану, що оберігає його від подальшого окислення. Якщо навіть цю плівку зняти, то в будь-якому середовищі, що містить кисень або інші сильні окислювачі (наприклад, в азотній або хромовій кислоті), ця плівка з'являється знов, і метал, як то кажуть, нею «пасивується», тобто захищає сам себе від подальшого руйнування.

### Вплив легуючих елементів в титані на корозійну стійкість
Усі присутні в титані легуючі елементи по корозійній стійкості можна розділити на чотири групи.
До першої групи належать елементи, що легко пасивуються, підвищують корозійну стійкість титану за рахунок гальмування анодного процесу (різною мірою й залежно від природи середовища). До цієї групи належать ті, що найважливіші для легування: Мо, Та Nb, Zr, V (розташовані в порядку зменшення сприятливої дії на корозійну стійкість).
До другої групи металів, що роблять схожий вплив на корозійну стійкість титану, належать Cr, Ni, Mn, Fe. Ці елементи, деякі з яких самі є корозійностійкими (Cr, Ni), хоча й не сильно, але знижують корозійну стійкість титану, особливо в неокислювальних кислотах у міру підвищення легування титану.
До третьої групи легуючих елементів, що мають загальні риси впливу на корозійну стійкість титану, належать Al, Sn, Про N, С. Установлено, що добавки алюмінію знижують корозійну стійкість титану в активному і пасивному станах. У нейтральних середовищах алюміній (до 5 % Al) хоча і робить негативний вплив, але він невеликий. Пониження корозійної стійкості при легуванні алюмінієм пов'язане з полегшенням анодного і катодного процесів унаслідок зміни хімічної природи пасивних плівок.
До четвертої групи легуючих елементів, що однотипово впливають на корозійну стійкість титану, належать метали з низьким опором катодному процесу. За збільшенням ефективності дії на титан ці елементи розташовуються в наступний ряд: Сі W, Мо Ni, Re, Ru, Pd, Pt.
Доведено, що введення в титанові сплави таких елементів, як молібден, ніобій, цирконій, тантал не лімітується за кількістю. Вони підвищують корозійну стійкість, сприяють збільшенню міцності.

## Особливості взаємодії титану з повітрям.
Повітря, що є сумішшю різних газів, є складною газовою фазою, дія якої на титан може бути вельми різноманітною. При цьому взаємодія титану з киснем повітря відрізняється від взаємодії титану з чистим киснем, оскільки на цю взаємодію впливає азот і інші складові частини повітря. В той же час, слід мати на увазі, що при всій складності газової фази (повітря) її дію на титан слід розглядати перш за все як реакцію взаємодії з ним найактивнішої і досить значної за кількістю складової — кисню.

## Відіграє важливу роль
- Машинобудування
- Медицина
- Авіабудівництво
- Космічна галузь
- Військово-промисловий комплекс